# Ходикян, Карине Кимовна
Карине Кимовна Ходикян (арм. Կարինե Խոդիկյան; род. 25 июля 1957, Ахалкалаки, Грузинская ССР) — армянский государственный и общественный деятель.
- 1975—1980 — филологический факультет Ереванского государственного университета. Учитель армянского языка и литературы.
- 1980—1985 — учитель армянского языка и литературы в г. Ахалкалаки.
- 1988—1989 — корреспондент газеты «Керпасагорц». Член Союза журналистов Армении (с 1991).
- 1989—2001 — редактор отделов публицистики, литературы журнала «Гарун».
- С 2000 — учредитель и главный редактор литературного журнала «Драматургия».
- 2001—2004 — главный редактор газеты «Гракан терт».
- 2004—2007 — заместитель министра культуры и по делам молодёжи Армении.
- С июня 2007 — заместитель министра культуры Армении.

## Премии, награды
«Золотое перо» Союза журналистов Армении (1997).
Международная премия представительства информационного офиса ООН (1997).
Премия министерства культуры Армении за «Парадиз» за лучший сценарий короткометражного фильма (1998).
Государственная литературная премия «Золотой камыш» (1999).
Премия «Аист» от мэрии г. Еревана театра им. Сундукяна за развитие национальной драматургии.